# Escola Municipal Luiz Delfino
A Escola Municipal Luiz Delfino é uma instituição de ensino pública de ensino fundamental, localizada no bairro da Gávea, cidade do Rio de Janeiro . Fundada no século XIX e permanece em funcionamento até os dias atuais. 
História
A origem da escola remonta ao século XIX, com sua fundação atribuída a Zózimo, também conhecido como “Zé Índio”, homem negro e ex-escravizado . Criada por volta de 1861, funcionava inicialmente em um alpendre nas terras da família Pereira da Silva, atendendo majoritariamente filhos de libertos e pessoas de baixa renda .
Entre 1871 e 1873, consolidou-se como escola formal. Após o falecimento de seu fundador, foi transformada na "Escola Cartilha de Matemática para o Liberto". Em 1885, passou à administração da Irmandade de Nossa Senhora da Conceição da Gávea, com atendimento exclusivo a meninos . Em 1891, tornou-se "Escola de Prendas Domésticas para Meninas", sendo incorporada ao município no ano seguinte como "4ª Escola Mista do Distrito Federal" .
Recebeu seu nome atual em 1922, em homenagem ao médico e poeta Luiz Delfino . A escola passou por reformas em 1937, ocasião em que parte de sua documentação histórica foi extraviada. 
Atualidade
Atualmente, a escola oferece o Ensino Fundamental I (1º ao 5º ano)  e realiza atividades culturais com os alunos. Permanece sob administração municipal, funcionando em sua sede histórica.
Referências
1. ↑  Negra, Geledés Instituto da Mulher (23 de maio de 2020). «"Avisem que estamos chegando": a história do escravizado que fundou uma escola no Rio de Janeiro». Geledés. Consultado em 1 de agosto de 2025
2. ↑  «Escolas Tombadas». www0.rio.rj.gov.br. Consultado em 1 de agosto de 2025
3. ↑  https://rioquepassou.com.br/2008/10/23/494/
4. 1 2 3  «ESCOLAS DO IMPERADOR». www0.rio.rj.gov.br. Consultado em 1 de agosto de 2025
5. ↑  «Instagram». www.instagram.com. Consultado em 1 de agosto de 2025

Ligações Externas
- https://rioquepassou.com.br/2008/10/23/494/
- https://www.labeurb.unicamp.br/endici/index.php?r=verbete%2Fview&id=45